# Deniz Başpınar
Deniz Başpınar (* 1972 in Köln) ist eine Kölner Diplom-Psychologin, Journalistin und Autorin.

## Leben
Deniz Başpınar studierte Psychologie in Köln. Anschließend arbeitete sie in der Jugendgerichtshilfe, in der Markt- und Medienforschung sowie als wissenschaftliche Mitarbeiterin an der Universität zu Köln. 
2008 gewann Başpınar mit ihrem Hörspiel Misafir/Gast-Spiele (2008) den deutsch-türkischen Hörspielwettbewerb des WDR Sind sie zu fremd, bist du zu deutsch.
Das Stück wurde im selben Jahr vom WDR in einer türkischen und einer deutschen Fassung unter der Regie von Murad Bayraktar bzw. Uwe Schareck unter anderem mit Taies Farzan, Denis Moschitto, Tayfun Bademsoy und Cenk Başoğlu produziert und gesendet.
Als Kolumnistin hat Başpınar unter dem Titel Kölümne einen Meinungsbeitrag bei Zeit Online, in dem sie über „Deutschland und Deutsche mit und ohne Hintergrund“ schreibt. Sie selbst ist türkeistämmig.
In ihren Kolumnen befasst sich Başpınar beispielsweise mit Antisemitismus bei Migranten, Wahlverhalten von Migranten, doppelter Staatsbürgerschaft und Gewalt unter ausländischen Jugendlichen.
Die freie Autorin arbeitet hauptberuflich als Psychotherapeutin in einer eigenen Praxis.

## Positionen
Deniz Başpınar betont die Unterscheidung zwischen arrangierter Ehe und Zwangsehe. Beide Formen der Eheanbahnung gleichzusetzen, wie es beispielsweise Necla Kelek vornehme, zeuge von einem „eurozentristischen Blick“, der „die orientalische Frau zum Opfer erklärt“. Eine arrangierte Ehe pauschal als Zwangsheirat zu bezeichnen, sei nicht nur objektiv falsch, sie entmündige die beteiligten Frauen „nach dem Motto: Du bist zwangsverheiratet worden, du weißt es nur nicht“.